# Siebenschläferhöhle von Ephesos
Koordinaten: 37° 56′ 37″ N, 27° 21′ 13″ O

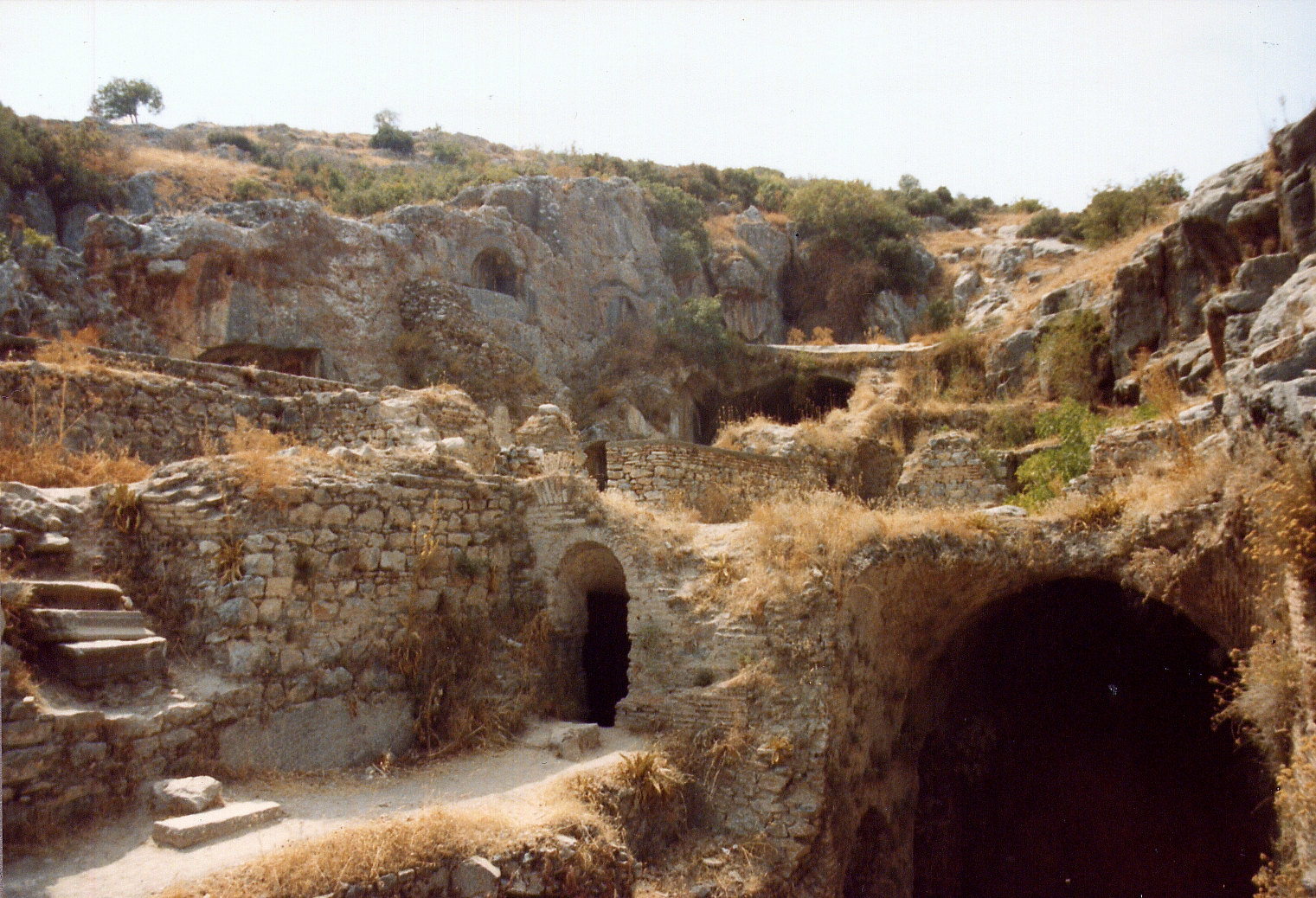
Gelände der Siebenschläferhöhle

Als Siebenschläferhöhle von Ephesos wird ein Komplex aus einer ausgedehnten Nekropole und einer Kirche bezeichnet, der an der Nordostseite des Berges Panayır Dağı nahe der antiken Stadt Ephesos bei Selçuk in der türkischen Provinz İzmir liegt. Der Legende nach war hier die Höhle, in der die Sieben Schläfer von Ephesos 200 Jahre schliefen und damit der Christenverfolgung unter dem römischen Kaiser Decius entgingen.
Dieser Legende zufolge ließ der christliche Kaiser Theodosius II., in dessen Regierungszeit 401–450 die sieben Jünglinge aufwachten und anschließend friedlich verstarben, über der Höhle die Kirche errichten, die heute eine Ruine ist. Es war eine Kuppelkirche mit einer Apsis und Nischen und Grablegen in allen Wänden, unter deren Fußboden sich eine Reihe von Katakomben befindet. Die Decke und die Wände der Kirche tragen Reste von Relief-Ornamenten und Malereien. Ein nahe gelegener Felsspalt und ein mit einem Tonnengewölbe ausgestatteter Raum gelten als Begräbnisort der Sieben Schläfer. Im Gelände der Umgebung befinden sich zahlreiche Grabstellen verschiedener Art, Wandgrablegen, Sarkophage, Grabkammern und Mausoleen. Der Bezirk war in byzantinischer Zeit ein Wallfahrtsort, christliche Pilger legten testamentarisch fest, vielleicht in der Hoffnung auf Auferstehung, dort begraben zu werden. An den Wänden sind an die sieben Jünglinge gerichtete Fürbitten angebracht.
Im Zuge der Forschungen in Ephesos hat das Österreichische Archäologische Institut 1927 auch dort Ausgrabungen vorgenommen und dabei die jetzt sichtbaren Gebäude freigelegt. Die Funde sind im Saal der Grabfunde im Ephesos-Museum in Selçuk zu sehen.

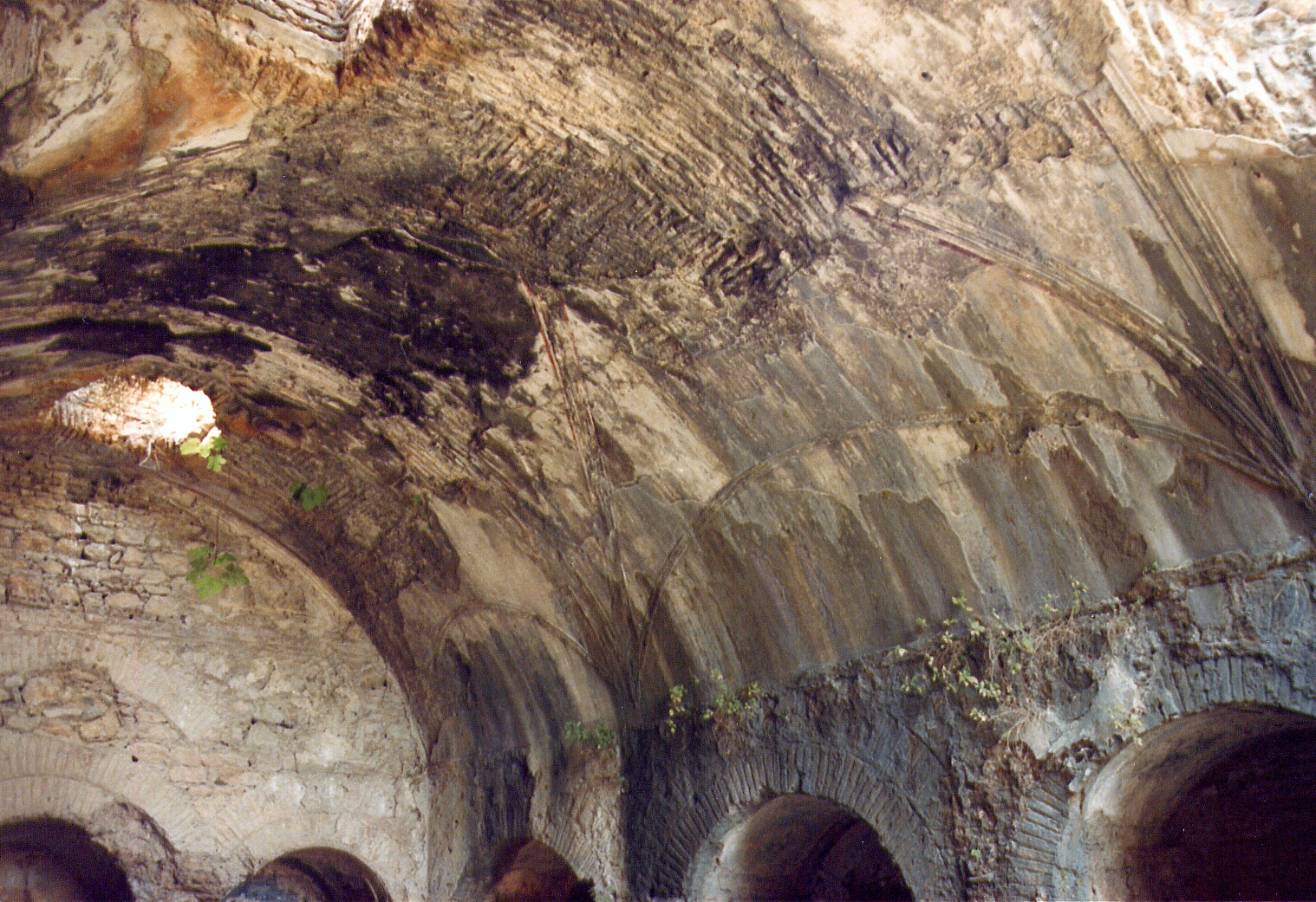
Deckenverzierungen
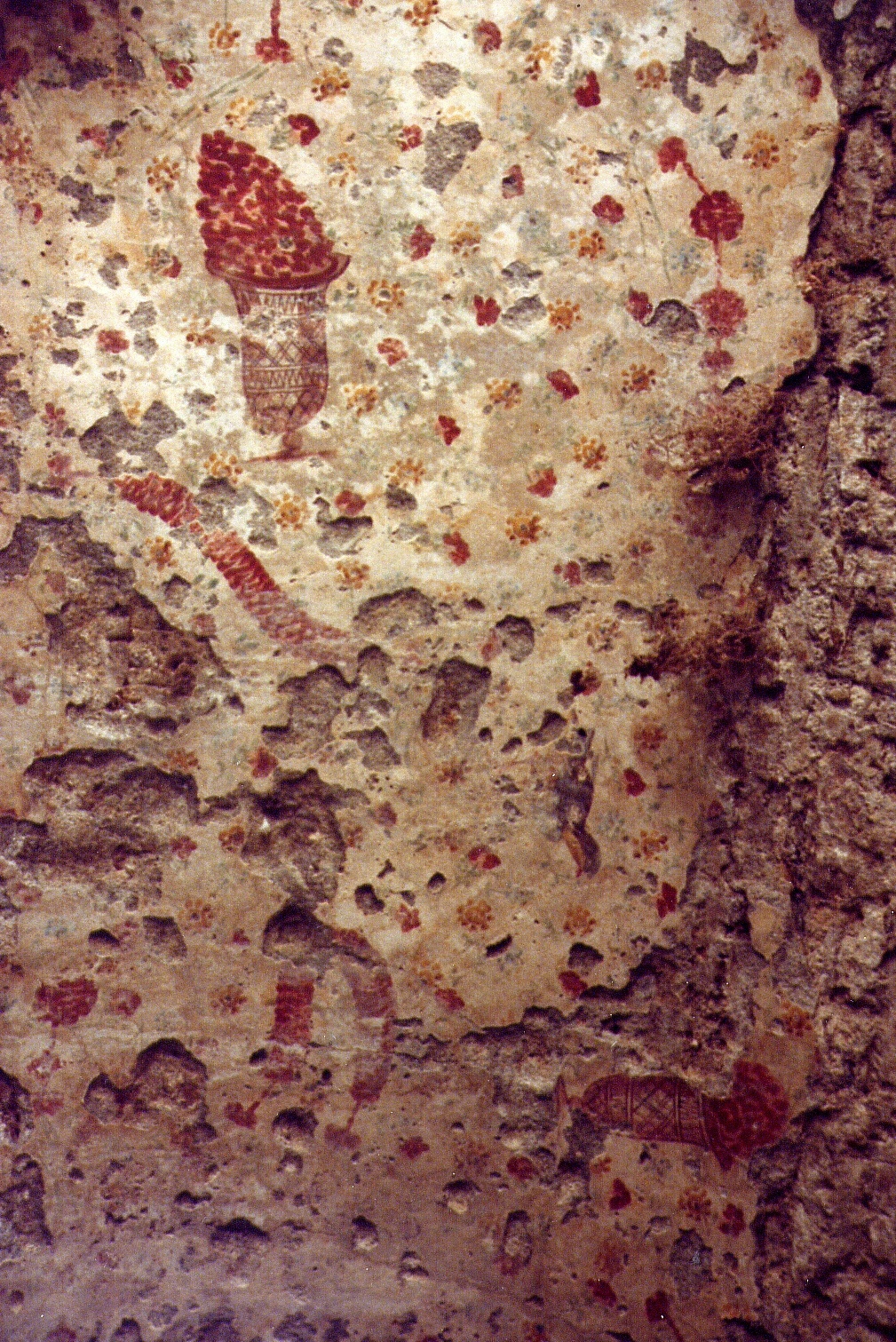
Malereireste
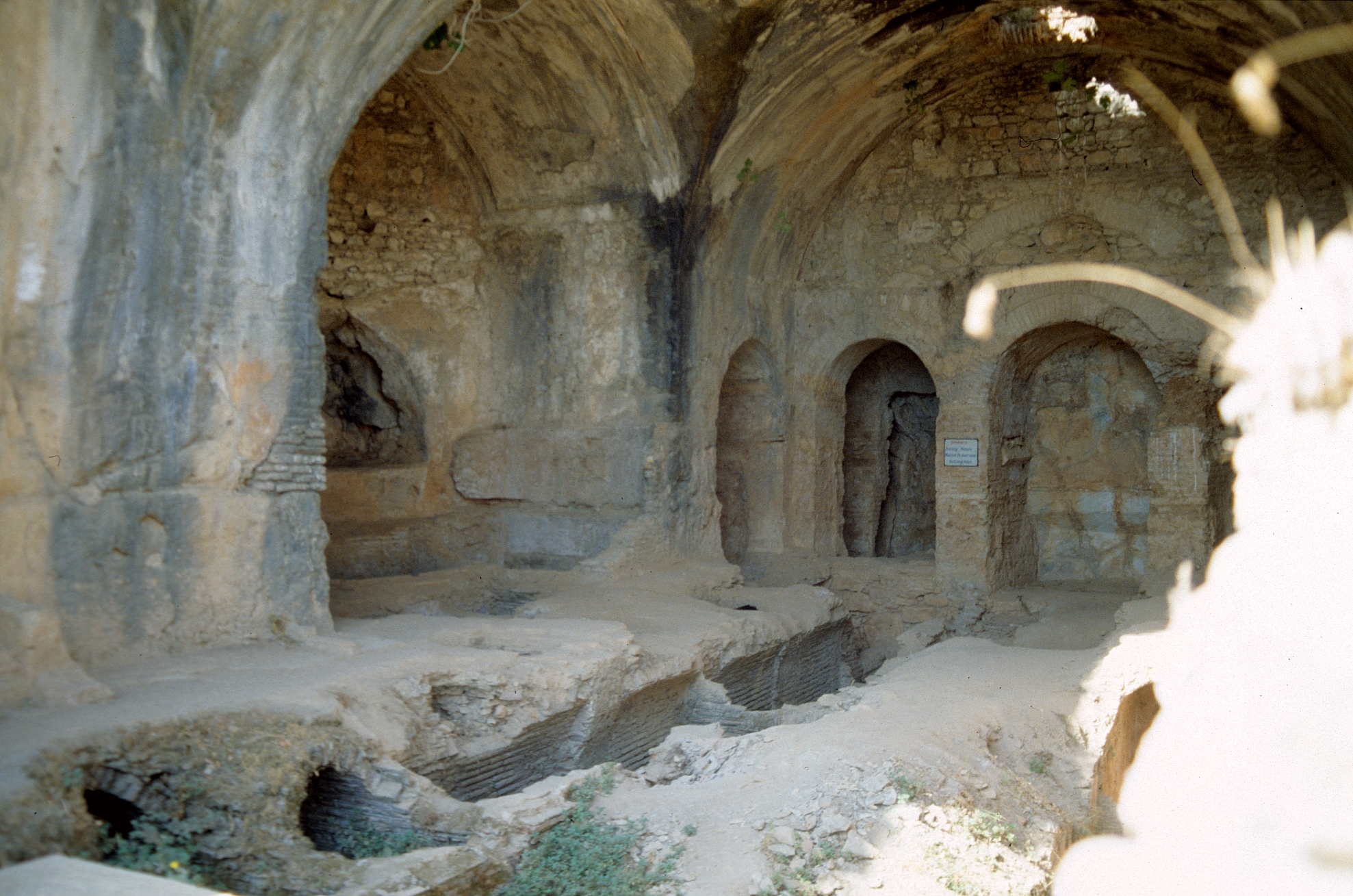
Kirchenraum und Katakomben
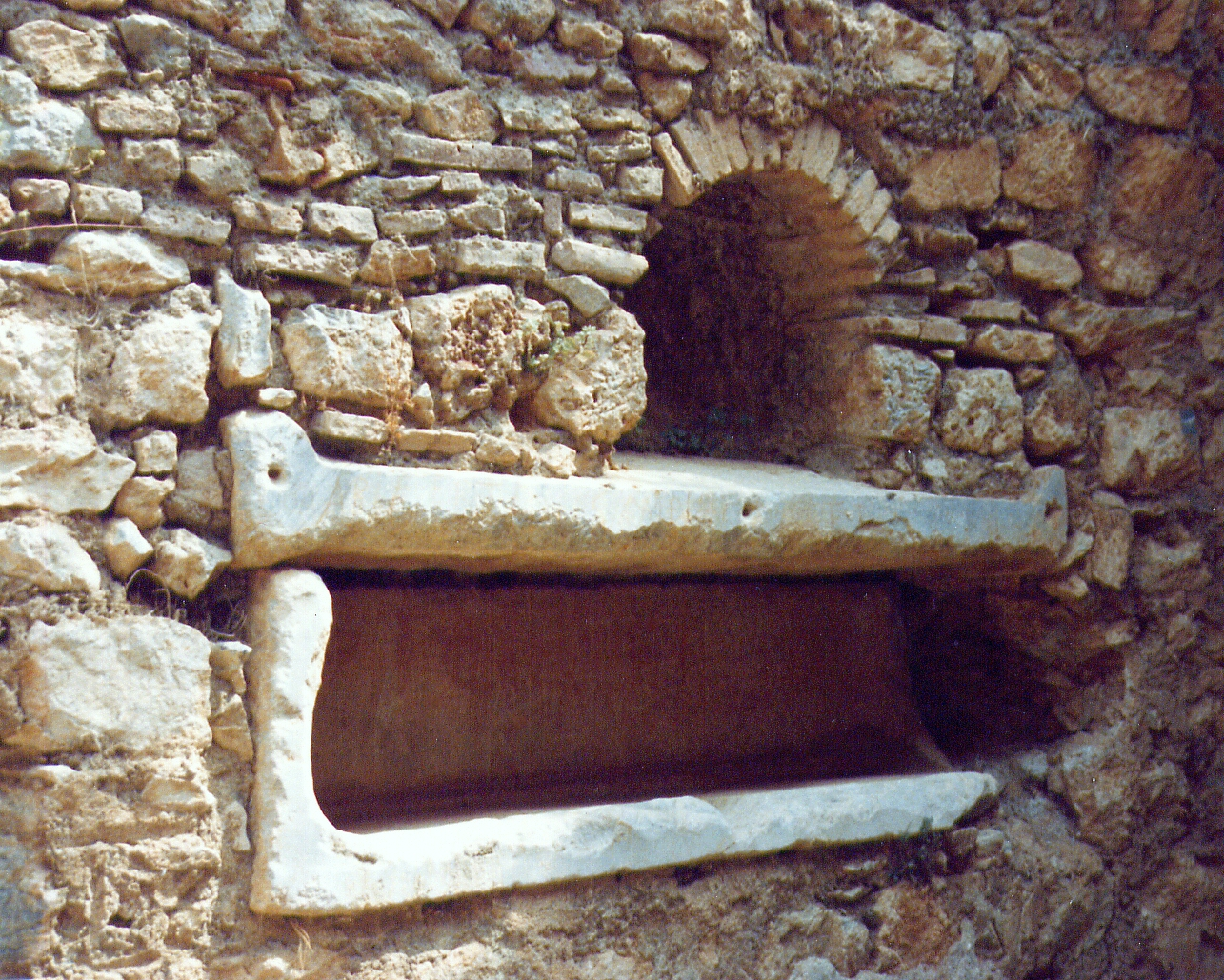
Grablege